# Kaouther Adimi
Kaouther Adimi, née en 1986 à Alger, est une écrivaine algérienne.

## Biographie
Kaouther Adimi naît à Alger, où elle vit jusqu'à l'âge de quatre ans, avant que sa famille ne s'établisse à Grenoble pour quatre ans. Durant cette période elle découvre le plaisir de la lecture avec son père, qui l'emmène chaque semaine à la bibliothèque municipale.
En 1994, elle rentre en Algérie, qui vit alors sous l'emprise du terrorisme. N'ayant que très peu d'occasions de lire, elle commence à écrire ses propres histoires.
Alors qu'elle étudie à l'université d'Alger, elle voit une affiche de l'Institut français qui organise un concours de jeunes écrivains à Muret, en Haute-Garonne. Par deux fois, les nouvelles qu'elle soumet à l'attention du jury reçoivent le Prix du jeune écrivain francophone (Le chuchotement des Anges en 2006 et Pied de vierge en 2008). Grâce à ce concours, elle est invitée à Muret, à Toulouse, puis à Paris, où elle rencontre les Éditions Barzakh.
En 2008, elle reçoit le Premier Prix du Festival international de la littérature et du livre de jeunesse d’Alger pour Sur la tête du Bon Dieu.
Elle est diplômée en lettres modernes et en management des ressources humaines.
En 2009, elle écrit son premier roman, L'Envers des autres. La même année, elle quitte à nouveau Alger, pour s'installer à Paris.
En 2017, elle a reçu le prix du Style décerné par le Renaudot des lycéens pour son roman intitulé Nos richesses.
À partir de septembre 2021, elle est pensionnaire à la Villa Médicis, à Rome, où elle travaille à son cinquième roman, Au vent mauvais, dans lequel, à travers les destins croisés de trois personnages, elle dresse une grande fresque de l'Algérie, de la colonisation à la lutte pour l'indépendance, jusqu'à l'été 1992, au moment où le pays bascule dans la guerre civile. Ce roman a reçu le Prix Montluc Résistance et Liberté, le 7 avril 2023.

## Œuvres

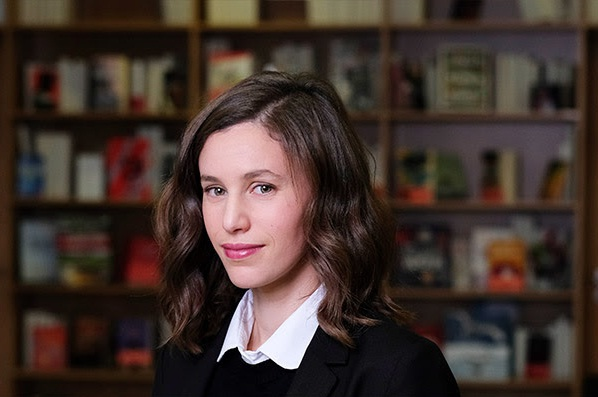
Kaouther Adimi aux Éditions du Seuil

### Romans
- L'Envers des autres[6], son premier roman publié en mai 2011 aux éditions Actes Sud, auparavant édité en Algérie par les éditions Barzakh sous le titre Des ballerines de Papicha en juin 2010, a obtenu le prix littéraire de la vocation en 2011[7].
- Des pierres dans ma poche, roman, éditions du Seuil, 2016 (publication Barzakh en novembre 2015[8]). Réédité en poche en 2019[9].
- Nos richesses, roman, éditions du Seuil, 2017[10].
- Les Petits de décembre, roman, éditions du Seuil, Paris, 2019, 252 pages,  (ISBN 978-2-0214-3080-6).
- Au vent mauvais, roman, éditions du Seuil, Paris, 2022, 272 pages,  (ISBN 978-2-0215-0356-2).

### Nouvelles
- Le Chuchotement des anges, sa première nouvelle, a été publiée dans le recueil collectif Ne rien faire et autres nouvelles aux éditions Buchet/Chastel en mars 2007.
- Le Sixième Œuf, nouvelle sombre, a été publiée dans le recueil collectif Alger, la nuit aux éditions Barzakh en décembre 2011.

### Théâtre
- Le dernier quart d'heure, 2009
- Le quai aux fleurs, Rupture, L'Avant-scène, 2022

### Scénarios
- Nuit Rouge, H24, épisode 23h
- Nos frangins de Rachid Bouchareb, 2022

### Podcast
- Le paon rose, OLI- France Inter

## Prix et distinctions
- Prix littéraire de la vocation, en 2011 pour L'Envers des autres[7].
- Prix du roman de la fondation France-Algérie, en 2015[11].
- Prix du FELIV (Festival international de la littérature et du livre de jeunesse d’Alger) en 2008.
- Prix du jeune écrivain de langue française, en 2006 et 6e en 2008 pour Pied de vierge[12].
- Nos richesses
  - Prix Renaudot des lycéens 2017[13].
  - Prix du Style 2017.
  - Prix Beur FM Méditerranée 2018.
  - Choix Goncourt de l'Italie 2018.
  - Mention spéciale prix littéraire Giuseppe Primoli 2018.
- Prix du roman métis des lycéens 2020 pour Les Petits de décembre[14]
- Prix du Roman des étudiants France Culture-Télérama 2022 pour Au vent mauvais[15]
- Prix Montluc Résistance et Liberté 2023 pour Au vent mauvais[16]